# SA-CV-91
La SA-CV-91 es una carretera perteneciente a la Red Terciaria de la Diputación Provincial de Salamanca que une la localidad de Cespedosa de Tormes con la  DSA-160 .

## Origen y Destino
La carretera  SA-CV-91  tiene su origen en el casco urbano de Cespedosa de Tormes en la intersección con la carretera  SA-104 , y termina en Cespedosa de Tormes en la intersección con la carretera  DSA-160  formando parte de la Red de carreteras de Salamanca.